# La Joya, Otzolotepec
La Joya är en ort i kommunen Otzolotepec i delstaten Mexiko i Mexiko. Samhället hade 1 054 invånare vid folkräkningen år 2020.